# Obermühl an der Donau
Obermühl an der Donau ist ein Dorf in Oberösterreich und Ortschaft der Gemeinde Kirchberg ob der Donau, Bezirk Rohrbach im Mühlkreis. Die Ortschaft hat 89 Einwohner (Stand 1. Jänner 2024).

## Geographie
Obermühl an der Donau liegt auf 284 m ü. A. an der Mündung der Kleinen Mühl in die Donau im Oberen Donautal, unterhalb der Schlögener Schlinge. Am anderen Ufer der Mühl und donauuferaufwärts liegt die Lage Grafenau der Gemeinde Niederkappel.
Nachbarortschaften sind:
| Haar (Gem. Niederkappel)                               | Starz (Gem. Altenfelden)                    | Unteredt Steinerberg (Gem. Altenfelden) |
| Grafenau (Gem. Niederkappel)                           | Kompassrose, die auf Nachbargemeinden zeigt | Ebersdorf Kirchberg o.d.D.              |
| Obergschwendt (Gemeinde Haibach) (Gem. Haibach o.d.D.) | Kobling (Gem. Haibach o.d.D.)               | Stieberberg                             |

## Geschichte

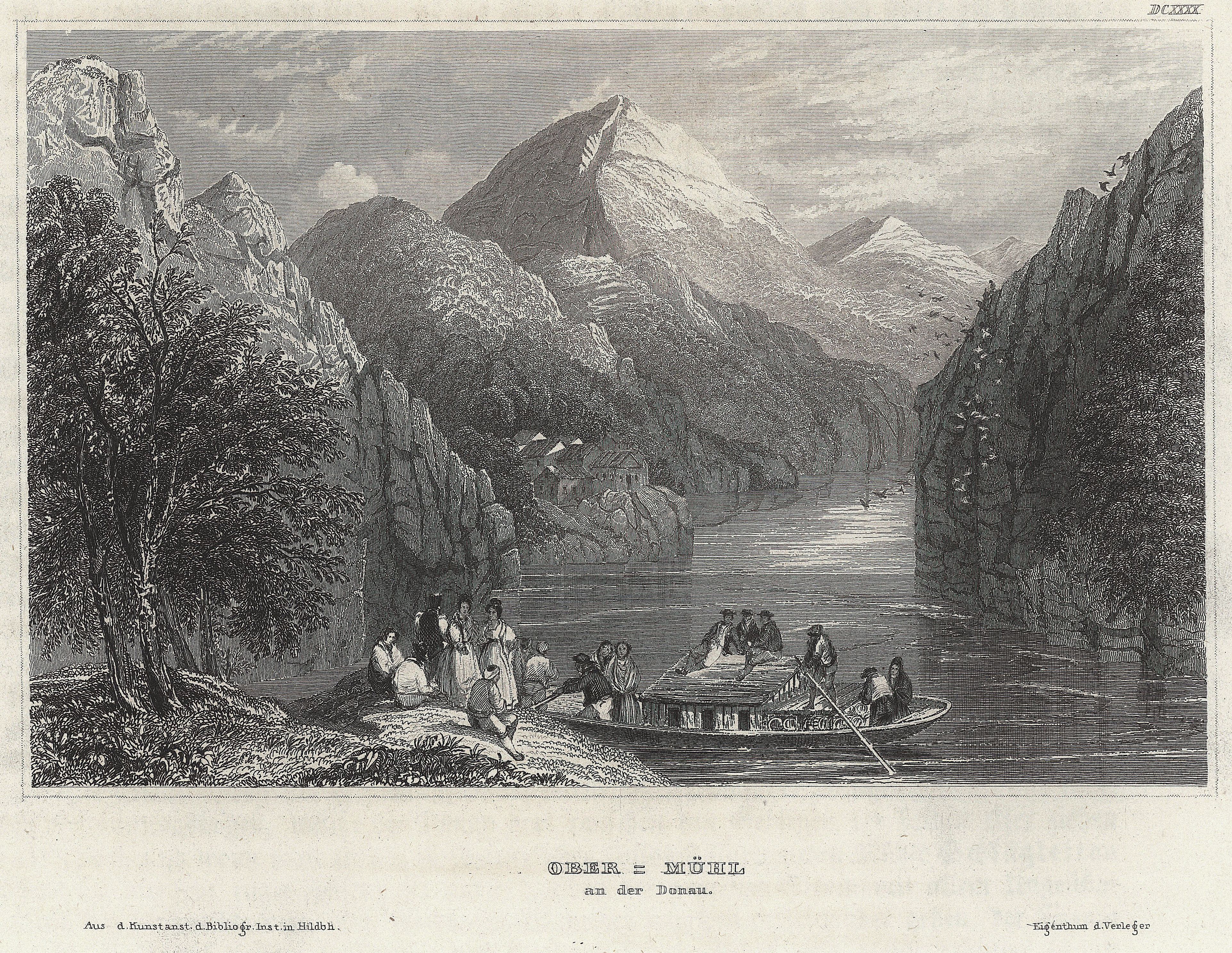
Ober-Mühl Mitte des 19. Jh. (Stahlstich)

Im 19. Jahrhundert hieß der Ort noch „Obermichl“ bzw. „Obermühel“.

## Bevölkerung
| 1397 | 1749 | 1788 | 1825 | 1828 | 1869 | 1951 | 1961 | 1971 | 1981 | 1991 | 2001 |
|      |      |      | 149  |      | 156  | 207  | 152  | 184  | 141  | 131  | 110  |
| 7    | 16   | 15   | 18   | 19   | 23   | 29   | 28   | 38   | 38   | 37   | 40   |

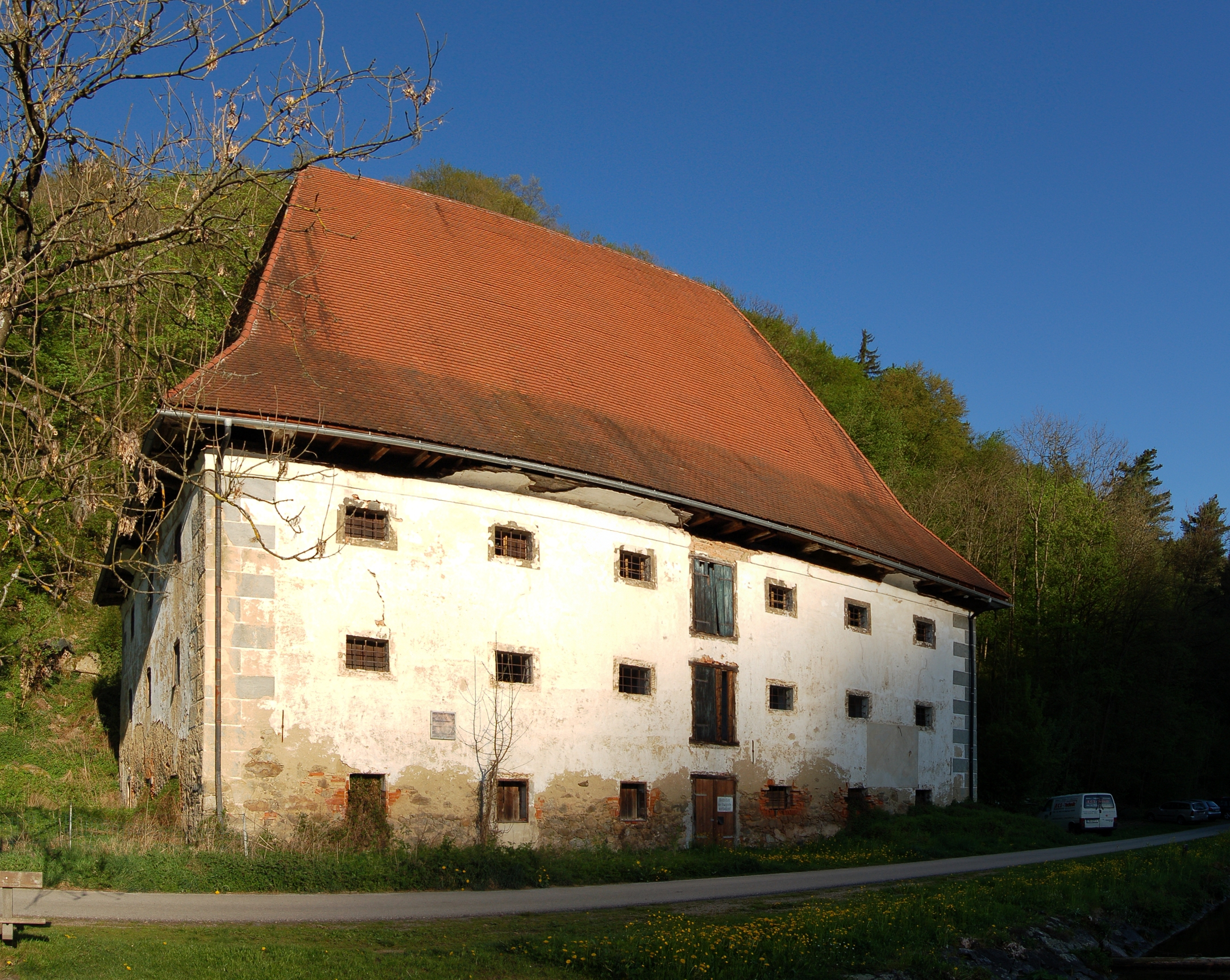
Freyer-Körnerkasten (1618)

Heute umfasst Obermühl an der Donau entlang des Mühltals etwa 40 Gebäude.
Wegen des Rückstaus des Donaukraftwerks Aschach ist ein Teil des Orts ersoffen und wurde 1961/62 verlegt.

## Sehenswürdigkeiten
- Filialkirche Mariä Geburt: 1722 erbaut, spätbarocke Saalkirche mit Interieur aus dem Rokoko; sie gehört zur Pfarre Kirchberg des Dekanates Altenfelden

- Freyer-Körnerkasten:  denkmalgeschützter Getreidespeicher der Renaissance, datiert 1618, ehemals viergeschoßiger, heute dreigeschoßiger Bau mit angestiftetem Walmdach

## Wirtschaft
Wichtigstes Unternehmen am Ort ist der Papiergroßhändler und Verarbeiter Papierfabrik Obermühl Sonnberger GmbH.

## Verkehr
Autofähre Obermühl–Kobling:
In Obermühl befindet sich die Autofähre Obermühl–Köbling, der einzige Donauübergang zwischen Aschach und der Donaubrücke Niederranna. Sie ist nur untertags und in der Sommersaison in Betrieb.